# Zableće
Zableće är ett samhälle i Bosnien och Hercegovina.   Det ligger i entiteten Republika Srpska, i den västra delen av landet, 140 km nordväst om huvudstaden Sarajevo. Zableće ligger 483 meter över havet och antalet invånare är 637.
Terrängen runt Zableće är huvudsakligen kuperad, men västerut är den bergig. Närmaste större samhälle är Ključ, 6,9 km nordväst om Zableće. 
Omgivningarna runt Zableće är en mosaik av jordbruksmark och naturlig växtlighet. Runt Zableće är det ganska tätbefolkat, med 67 invånare per kvadratkilometer.